# ラウフ・マフフーズ
ラウフ・マフフーズ（اللوح الْمَحفُوظ lawh mahfuz）は、イスラーム教（イスラーム）の聖典クルアーンで語られる天の書板。
天の上に保存された書板であり、アッラーフによって銘記されたその文面にはこの世の過去・現在・未来の全ての出来事と運命が刻まれていると考えられている。また、クルアーンもこの書版に銘記されている。